# Ferdinand Feldbrugge

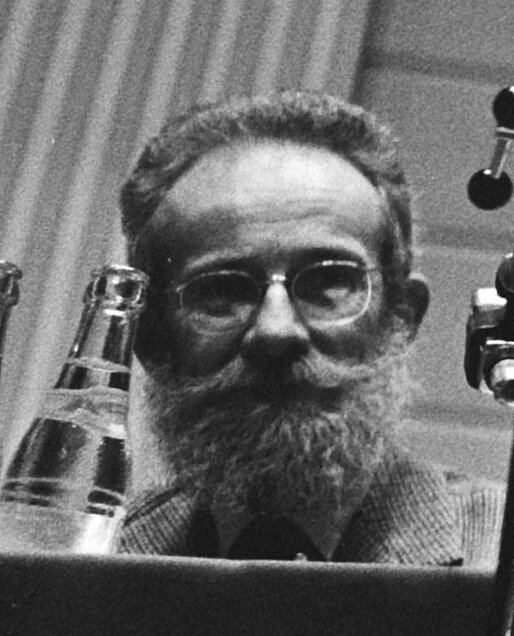
Ferdinand Feldbrugge, 1985

Ferdinand Joseph Maria Feldbrugge (* 10. Mai 1933 in Den Haag) ist ein niederländischer Rechtswissenschaftler.

## Leben
Er studierte Rechtswissenschaften und Osteuropakunde. Er promovierte 1959 mit der Arbeit: Schuld in het Sowjet strafrecht an der Utrechter Universität. Er war Professor für osteuropäisches Recht an der Universität Leiden von 1968 bis 1998. Er war von 1995 bis 2000 Präsident des International Council for Central and East European Studies.
Er ist mit einer Irin verheiratet und hat drei Töchter.

## Werke
- The constitutions of the USSR and the union republics: analysis, texts, reports (Hrsg. F. J. M. Feldbrugge)
- Law in Medieval Russia, 2009
- Russia, Europe, and the Rule of Law (Hrsg. F. Feldbrugge), 2007
- Public Policy and Law in Russia: In Search of a Unified Legal and Political Space (Hrsg. mit Robert Sharlet)
- Law in Transition, 2002
- Human Rights in Russia and Eastern Europe (hrsg. mit William B. Simons), 2002
- International and National Law in Russia and Eastern Europe (hrsg. mit Roger Clark und Stanislaw Pomorski), 2001
- The Emancipation of Soviet Law (Hrsg.)
- Russian Law
- Law and the Gorbachev Era (hrsg. mit Donald D. Barry, Georg Brunner und George Ginsburgs)
- Encyclopedia of Soviet law, Hrsg. Feldhoff, 2. Aufl. 1985
- The distinctiveness of Soviet law: [selected papers from the Third World Congress for Soviet and East European Studies, Washington, DC, 30 October – 4 November 1985] / Hrsg. F. J. M. Feldbrugge
- Perspectives on Soviet law for the 1980s: selected papers from the 2. World Congress for Soviet and East European Studies, held in Garmisch-Partenkirchen, Germany, Sept. 30-Oct. 4 1980 / Hrsg. mit William B. Simons, The Hague [u. a.]: Nijhoff, 1982.
- Samizdat and political dissent in the Soviet Union, Sijthoff, Leyden, 1975.
- Soviet Criminal Law: general part / F. J. Feldbrugge. -Status juris: 1. Jan. 1964; Leyden: Sythoff, 1964
- Schuld in het Sowjet strafrecht, Utrecht, 1959
- Mijn katholieke geloof verklaard. Uitgeverij Colomba Oegstgeest, 2003.
- A History of Russian Law: From Ancient Times to the Council Code (Ulozhenie) of Tsar Aleksei Mikhailovich of 1649. Boston / Leiden: Brill, 2018 [2017].